# Isfara
Isfara (en tadjik i rus: Исфара, en persa: اسفره) és una ciutat de la província de Sughd al nord de Tadjikistan, prop de la frontera amb el Kirguizstan. La seva població el 2008 s'estimava en 40.600 habitants. Era la capital del districte d'Isfara.

## Història
És una ciutat antiga de l'Àsia central, que primer s'anomenava Asbara i després apareix com Asfara i Isfara. Al segle X l'esmenta al-Tabari com estació de la branca nord de la ruta de la seda i d'aquest període hi ha el mausoleu Hazrati Shah, tallat en fusta i únic a l'Àsia central. Es va desenvolupar als segles xi i xii. Al segle xv era una de les ciutats més grans de la vall de Fergana, superada només per Andijan i Akhsi. Es diu que estava en un turó al sud-oest de Marghilan i que la comarca es dividia en quatre districtes (Asfara, Warukh, Sukh i Hushyar). Va passar després als uzbeks shibànides i sota el seu domini es van fer algunes construccions, edificis públics o mesquites, al segle xvi. Després fou part del kanat de Kokand i va seguir la seva sort.

## Nota
1. ↑  Population in the Republic of Tajikistan as of 1 January 2008, State Statistical Committee, Dushanbe, 2008